# Bánffy János (nádor)

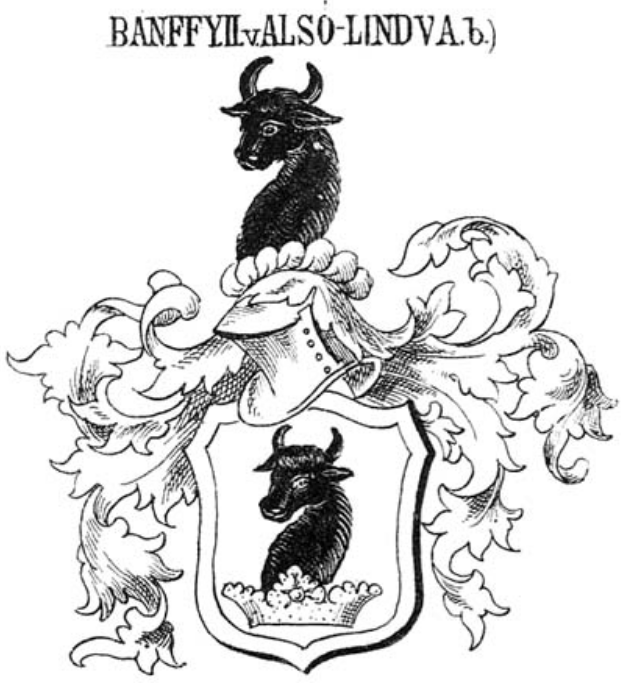
Az alsólendvai Bánffy család címere

Alsólendvai Bánffy János (fl. 1508-†1534), a Magyar királyság nádora 1530 májusa és 1533 márciusa között, királyi helytartó, pohárnokmester, nagybirtokos.

## Élete
Az ősrégi Zala vármegyei főnemesi Hahót nemzetségbeli alsólendvai Bánffy család sarja. Apja alsólendvai Bánffy Miklós (fl. 1453 †1501), ajtónállómester, nagybirtokos, anyja herceg sagani Margit (fl. 1500–1502) volt. Az apai nagyszülei alsólendvai Bánffy István (fl. 1411-1448) hadvezér, nagybirtokos, aki Hunyadi Jánoshoz még éppen meleg barátság fűzött, valamint az Aba nemzetségbeli Kompolti Erzsébet (fl. 1452-1458) voltak. Az anyai nagyszülei II. János sagani herceg (1435–1504) és herceg Katalin von Troppau voltak.
Bánffy János II. Lajos magyar király udvarában pohárnokmesterként szolgált 1516 és 1527 között. A mohácsi csata egyik túlélője volt; Bánffy János szerencsés megmenekülése emlékére Lendván templomot építtetett, familiárisát pedig kiváltotta a török fogságból." Bánffy János gyűjtött sereget a törökök ellen, mielőtt azonban megindult, az alsólendvai várkápolnában fogadást tett, miképp, ha a csatából szerencsésen kimenekül és életben marad, keresztneve után keresztelő szent János tiszteletére, Alsólendván egyházat és zárdát építtet. Bánffy János 1526 augusztus 26-án vasárnap és így három nappal a nagy csata előtt jelent meg Mohácson, itt az augusztus hó 29-ki ütközetben lova megsebesítve rogyott össze alatta, ő maga pedig a földre zuhant és szerencséje, hogy csatlósa Bakács Sándor folytonosan nyomában volt; ez, midőn látta, hogy Bánffy a földre zuhant, hozzá ugratott, lováról leszállt és erre Bánffyt segítette fel, a ki aztán megmenekült és a hálás Bánffy megmentőjét nemcsak kiváltotta a török fogságból, hanem annak a baltavári (vasmegyei) uradalmat is ajándékozta és megszabadulásának emlékére Alsólendván, ennek Hószúfalu felé eső részében az országúton alul Keresztelő Szent János tiszteletére egyházat és a pálos barátok részére zárdát is építtetett. Midőn Szapolyai János királynak a hadi szerencse teljesen hátat fordítván, Lengyelországba menekült, Bánffy János uradalmai és Alsólendva is a német Ferdinándhoz szító magyarok által úgy az ellenség által is nagyon pusztíttattak, és tekintve azt a királyi kijelentést, hogy ha Bánffy János 1527 évi november 25-ig Ferdinánd királynak meg nem hódol, felségsértőnek és száműzöttnek fog tekintetni.
Bánffy János Szapolyai hűséges híve volt. 1527 márciusában őt küldte követségbe Regensburgba, a birodalmi gyűléshez, hogy segítséget kérjen. Ferdinánd parancsára azonban a követeket Ausztriában foglyul ejtették és hónapokkal később engedték szabadon. Néhány hónappal később újra hallunk róla: 1527. október 3-án Ferdinánd országgyűlést tartott Budán, ahol név szerint sorolták fel azokat a főrendeket, akiknek haladékot adtak, hogy Szapolyai hűségéről Ferdinándéra álljanak, köztük volt Bánffy János is. Megnyerése fontos lett volna Ferdinánd számára. A budai országgyűlés után Ferdinánd megkezdte Szapolyai és hívei birtokainak eladományozását. Okleveleinek tanúsága szerint 1528-ban a kapornaki konvent többször iktat be új tulajdonosokat Bánffy Jánostól hűtlensége miatt elkobzott birtokokba. Thurzó Elek országbíró utasítására Várdai Pál esztergomi érseket és testvéreit Lenti (akkori nevén Nemti) castellum, oppidum és a hozzá tartozó possessiók egy részének birtokába. Hasonló esetben Báthori István nádor utasítja a kapornaki konventet, hogy tóti Lengyel Jánost iktassa be Bánffy János hűtlensége miatt adományozásra került Aranyad, Szentpéter és Zalaszeg possessiókba. Végül egy oklevél magától Ferdinándtól: Gosztonyi Mihály is kap Bánffy János fentebb felsorolt birtokaiból néhány részt. Közben Bánffy töretlenül Szapolyai híve. 1529-ben János királynál eszközöl ki birtokadományt annak a Szentgyörgyvölgyi Bakács Sándornak, aki őt megmentette Mohácsnál.
1529-ik évben a magyar szent korona Bánffy János kezébe került az által, hogy Perenyi Péter koronaőr családostul, a szent koronával együtt elfogatott, és azt Bánffy kaproncai várában őriztette. Bánffy Jánost 1530-ban Szapolyai János nádorrá emelte, habár Báthory István nádor még életben volt. A kettős nádorválasztás 1530. február 14-én zajlott Budán. Bánffy János nádor lett a reformáció első követője a családban. Bánffy János 1534. évben meghalt, egyetlen fiú örököst Istvánt hagyván hátra, aki 1522. évben született és így édes atyja halálakor csak 12 éves volt. Ez szintén híve lett a reformáció, vallásnak, és a csodák eshetőségében is hívő és túlbuzgó katolikus által a keresztelő szent János tiszteletére építtetett egyházat profanálta az által, hogy annak tornyára a kereszt helyébe kakast állíttatott, és jeles prédikátort és mestert szerzett és ezáltal az alsólendvai eklézsiát a legnevezetesebbek közé emelte.

## Házassága és leszármazottja

A kevendi és órsmodi Székely családnak a címere

Feleségül vette ormosdi és kevendi Székely Margit kisasszonyt, akinek a szülei Székely Jakab, Gereben vára várnagya, majd a stájerországi és karintiai várak parancsnoka, és felsőlendvai Széchy Margit voltak. A menyasszony anyai nagyszülei felsőlendvai Széchy Miklós, aki 1469-ben királyi főlovászmester, és alsólendvai Bánffy Borbála voltak. Széchy Miklósné Bánffy Borbálának a szülei alsólendvai Bánffy Pál (fl. 1416-1471), ajtónállómester, 1453-ban zalai ispán és Stiborcz Margit (fl. 1437-1457), akinek az apai nagyapja Stiborici Stibor (1347–1414), erdélyi vajda, a Sárkány Lovagrend tagja volt. Bánffy János nádor és Székely Margit frigyéből született:
- Bánffy István (1522–1568), aki 1567 és 1568 között országbíró és egyben királyi étekfogó mester. Felesége: guthi Országh Magdolna (†Alsólendva, 1584 február 5.).[7]